# Carl Merckl
Carl Merckl, född juni 1734, död 9 september 1804, var en svensk trumpetare vid Kungliga hovkapellet.

## Biografi
Carl Merckl föddes 1734. Han var från 1782 till 1804 trumpetare vid Kungliga hovkapellet i Stockholm. Merckl avled 1804.